# Girl (película de 1998)
Girl es una película estadounidense de 1998, dirigida por Jonathan Kahn protagonizada por Dominique Swain, Sean Patrick Flanery, Summer Phoenix, Tara Reid, Selma Blair, Channon Roe, Portia de Rossi y Christopher Masterson en los papeles principales.
Fue galardonada con el premio Especial del jurado en 1999, del Florida Film Festival: a la narrativa cinematográfica (Jonathan Kahn).[cita requerida]

## Sinopsis
Andrea Marr (Dominique Swain) es una chica de 18 años, madura, que pronto ingresará en la Universidad de Brown. Decide, sin embargo, abandonar su vida protegida y tediosa, y a su estudiosa amiga Darcy (Selma Blair), para investigar cómo es el ambiente del rock and roll local. Conoce a Todd Sparrow (Sean Patrick Flanery), un vocalista, a Cybil (Tara Reid), que también aspira al estrellato, a Rebecca (Summer Phoenix), una estudiante groupie, y al crítico musical, Kevin (Channon Roe).
Andrea se enamora de Todd, el cual la conduce a un mundo desconocido para ella, de drogas, alcohol, sexo y descontrol. Pronto se convierte también en una groupie y tiene su primera experiencia sexual con Kevin. Pero este mundo la decepciona, y regresa a su antigua vida.

## Reparto
- Dominique Swain ..... Andrea Marr
- Sean Patrick Flanery ..... Todd Sparrow
- Summer Phoenix ..... Rebecca Fernhurst
- Tara Reid ..... Cybil
- Selma Blair ..... Darcy
- Shannon Roe ..... Kevin
- Portia de Rossi ..... Carla Sparrow
- Christopher Masterson ..... Richard
- Heather McGill .... Especialista/Doble de cuerpo

- Datos: Q655220